# Nindo
Nindo ist eine deutsche Website, die Statistiken und Analysen von sozialen Medien, insbesondere zum Zweck des Influencer-Marketings, bereitstellt. Das Betreiberunternehmen Nindo GmbH sitzt in Aachen.

## Geschichte
Das Betreiberunternehmen wurde am 16. April 2020 von Rezo mit Tim Jacken als Geschäftsführer als GmbH mitgegründet. Gegenstand des Unternehmens ist „das Aggregieren, die Speicherung, die Aufbereitung, die Auswertung und die Visualisierung von Daten und Informationen bezüglich reichweitenstarker Künstler auf Socialmedia-Plattformen“, also die Analyse und Aufbereitung von Social-Media-Daten sowohl für Privatpersonen als auch Unternehmen.
Rezo stellte in einem YouTube-Video am 16. Juli 2020 Nindo als „eigene Social-Media-Statistikseite“ vor, die er, Tim Jacken und ein vierköpfiges Team entwickelt hätten. Nindo sei entstanden, da er als studierter Informatiker für seine eigenen Social-Media-Kanäle Analyseskripte geschrieben habe und bisherige Analysedienste nicht seinen Vorstellungen entsprochen hätten.
Seit einem Umzug des Unternehmens im Dezember 2022 innerhalb Aachens ist Lisa Engels Geschäftsführerin der Nindo GmbH. Jacken arbeitete während seiner Zeit als Geschäftsführer für Rezo in der Videoproduktion, Engels ist ebenfalls bei Rezo beschäftigt.
Anfang 2023 ging Rezo einen Vertrag mit Leonine ein, der u. a. eine Kooperation mit Nindo zum Scouting neuer Partner beinhaltet.
Rezo trat für Nindo mehrfach bei Messen auf und hielt u. a. bei dem OMR Festival Vorträge über Marketing und sein Unternehmen.
Mittlerweile entwickelte sich Nindo zu einer Influencer-Marketing-Plattform.

## Funktionen

### Unterstützte Plattformen
Nindo unterstützt die vier Social-Media-Plattformen Instagram, TikTok, Twitch und YouTube mit insgesamt ca. 20 Millionen Kanälen. Twitter-Daten wurden bis September gesammelt, dann aber aufgrund technischer Beschränkungen eingestellt. Die Auswertung bei Nindo beschränkt sich auf ausschließlich deutschsprachige Konten.

### Charts
Nindo ermittelt für alle genannten Plattformen außer Twitter Charts, also einen Gradmesser für den Erfolg von Inhalten. Ihre Funktion ist mit den Musikcharts vergleichbar. Die Charts werden über Views (Anzahl der Inhaltswiedergaben), Likes, Zuschauer, Wachstum und andere Faktoren errechnet. Die Berechnung änderte sich mehrfach, ebenso die verfügbaren Charts.

### Suche
Über Nindo können Influencer anhand unterschiedlicher Parameter gesucht und plattformübergreifend ihre Konten mit den wesentlichen Kennzahlen inklusive deren Entwicklung angezeigt werden. Dies umfasst auch z. B. mehrere gleichzeitig genutzte YouTube-Kanäle, die einer Person zugeordnet werden. Zu den Kennzahlen gehört beispielsweise, wie oft Inhalte angesehen wurden, wie viele Interaktionen es mit diesen gab und wie das Followerwachstum aussieht.

### Rabattcodes
Ein Algorithmus sammelt Rabattcodes für Onlineshops, die im Influencer-Marketing weit verbreitet sind, und macht diese nach Unternehmen durchsuchbar. Zu Beginn erzielte auch Nindo selbst über eigene Rabattcodes für externe Unternehmen Einnahmen.

### Meilensteine
Die Funktion „Meilensteine“ ermöglichte eine Übersicht über Content Creators, die einen relevanten Abonnenten-/Followermeilenstein kürzlich erreicht hatten oder in Kürze erreichen würden. Diese Funktion wurde eingestellt.

### Weitere Funktionen
Die meisten Funktionen richten sich an Unternehmen, die über Influencer werben wollen. Dazu bietet Nindo u. a. eine Botting-, Risiko-, Shitstorm-, Inhalts- und Werbungserkennung, aber auch eine Einschätzung, welche Personen sich nahestehen, welche Themen repräsentiert werden und welche Kontaktmöglichkeiten bestehen. Diese Funktionen stehen explizit nur Unternehmen zur Verfügung und sind kostenpflichtig.

## Rezeption
Nindo hat monatlich etwa 30 bis 60 Tausend Websiteaufrufe.
Im August 2020 lobte Hazel Nguyen die umfangreichen Funktionen, Genauigkeit der Schätzungen und das Design. Sie kritisierte, dass es im Vergleich zur Konkurrenz keine Prognosen gäbe, lobte aber das Gesamtangebot.
Die Funktionen von Nindo wurden in der Fachpresse gelobt; Features wurden als einzigartig bewertet. Das contentmanger Magazin lobte beispielsweise die Transparenz und die „sehr genauen“ Demografie-Schätzung und bei dem OMR wurden speziell die „präzisen Analysen“ hervorgehoben. Von GamesWirtschaft wird positiv hervorgehoben, dass die Charts im Gegensatz zu vielen offiziellen Charts nicht nur die reinen Follower-Zahlen berücksichtigen. Insgesamt wurde Nindo häufig mit Social Blade verglichen.
Die von Nindo erhobenen und bereitgestellten Daten wurden mehrfach als Belege in wissenschaftlichen Veröffentlichungen genutzt. Dazu zählen Publikationen des Bonn International Centre for Conflict Studies, des JFF – Institut für Medienpädagogik in Forschung und Praxis und der Zeitschrift für Parlamentsfragen sowie Ergebnisse des Projekts LeHet der Universität Augsburg.